# Neocaridina
Neocaridina je rod malých krevet, který k březnu 2023 obsahuje 26 druhů. Členové rodu se vyskytují ve východní Asii včetně Číny, Koreje, Japonska a Tchaj-wanu. Stejně jako mnoho jiných trpasličích krevet žijí ve sladkovodních biotopech.

## Druhy
- Neocaridina anhuiensis (Liang, Zhu a Xiong, 1984)
- Neocaridina bamana (Liang, 2004)
- Neocaridina brevidactyla (Liang, Chen a W.X.Li, 2005)
- Neocaridina curvifrons (Liang, 1979)
- Neocaridina davidi (Bouvier, 1904) (před druhem Neocaridina heteropoda (Klotz a Karge, 2013))
- Neocaridina denticulata (de Haan, 1844)
- Neocaridina euspinosa (Cai, 1996)
- Neocaridina fonticulata (Shih, Cai a Chiu, 2019)
- Neocaridina fukiensis (Liang a Yan, 1977)
- Neocaridina gracilipoda (Liang, 2004)
- Neocaridina hofendopoda (Shen, 1948)
- Neocaridina homospina
- Neocaridina iriomotensis (Naruse, Shokita a Cai, 2006)
- Neocaridina ishigakiensis (Fujino a Shokita, 1975)
- Neocaridina ketagalan (Shih a Cai, 2007)
- Neocaridina keunbaei (H.S.Kim, 1976)
- Neocaridina kubo (Shih a Cai, 2007)
- Neocaridina linfenensis (Cai, 1996)
- Neocaridina longipoda (Cai, 1995)
- Neocaridina palmata (Shen, 1948)
- Neocaridina saccam (Shih a Cai, 2007)
- Neocaridina spinosa (Liang, 1964)
- Neocaridina xiapuensis (Zheng, 2002)
- Neocaridina yueluensis (Chen,Chen a Guo, 2018)
- Neocaridina zhangjiajiensis (Cai, 1996)
- Neocaridina zhoushanensis (Cai, 1996)